# Piątka z ulicy Barskiej (powieść)
Piątka z ulicy Barskiej – powieść Kazimierza Koźniewskiego z 1952 roku.
Powieść została napisana w okresie, kiedy w literaturze polskiej obowiązywał socrealizm, posiada więc pewne cechy tego kierunku. Jednak na tle innych powieści tego okresu wyróżnia się odważniejszym poruszeniem problemów społecznych.

## Treść
Akcja powieści toczy się w zrujnowanej przez wojnę Warszawie. Trwa wielka odbudowa. Jednak grupa pięciu chłopców nie potrafi dostosować się do nowej sytuacji i wchodzi na drogę przestępczą. Zostają jednak złapani i osądzeni.
W 1952 roku powieść została odznaczona Państwową Nagrodą Artystyczną III stopnia. W 1953 roku, na jej podstawie Aleksander Ford nakręcił film o tym samym tytule wyróżniony na festiwalu w Cannes.